# مصفاة النفط

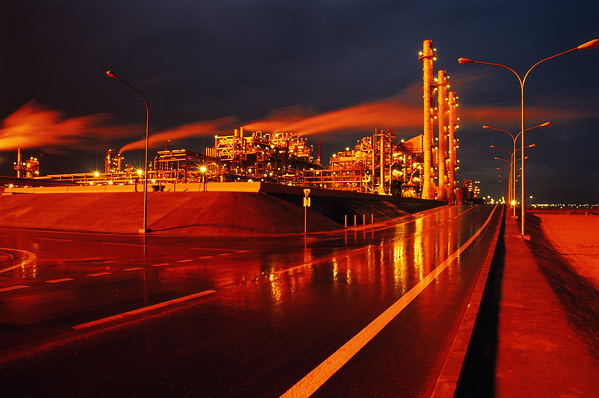
مصفاة نفط في ميناء الأحمدي في الكويت

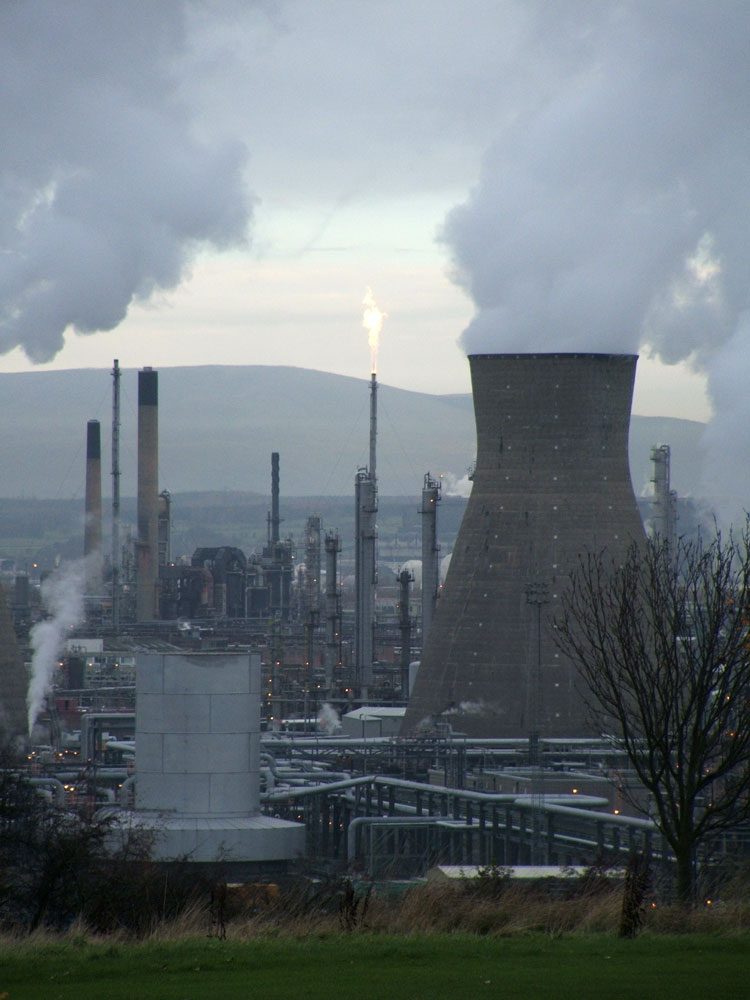
مصفاة نفط في أسكتلندا.

مصفاة النفط هي منشأة صناعية تتم فيها عمليات تكرير النفط لتحويله من شكله الخام إلى المشتقات النفطية المختلفة. من المشتقات النفطية التي يستحصل عليها من مصفافي النفط كل من الغاز النفطي المسال (LPG) وقود السيارات (بترول أو غازولين أو جازولين) ووقود الديزل والكيروسين ووقود النفاثات بالإضافة إلى المازوت ووقود التدفئة وزيت الوقود (الفيول).
يستحصل من مصافي النفط على منتجات وسيطة، تعرف حالياً باسم النفثا، والتي تعد المادة الخام المستخدمة في الصناعات الكيميائية، حيث تعالج في عمليات كيميائية موافقة للحصول على المنتجات النهائية مثل أنواع مونوميرات اللدائن المختلفة (إيثيلين وبروبيلين إلخ..).
عادة ما يُعالج النفط الخام من خلال مصنع إنتاج النفط (مصافي التكرير)، إذ عادة ما تكون هناك مستودعات للنفط الخام في أو بالقرب من مصفاة النفط لتخزين النفط الخام المُستخرج بالإضافة إلى المنتجات السائلة السائبة.
تُعتبر مصافي البترول مجمعات صناعية عملاقة للغاية، تحتوي على العديد من وحدات المعالجة المختلفة والمرافق الإضافية المساعدة مثل وحدات الخدمات ووحدات التخزين. لكل مصفاة ترتيباتها الفريدة الخاصة بها ومزيج من عمليات المعالجة التي تُحدد تبعًا لموقع المصفاة والمنتجات المطلوبة والاعتبارات الاقتصادية المختلفة.
تُعتبر مصفاة النفط الجزء الأساسي في نهاية السلسلة الإنتاجية في صناعة البترول.
يُمكن لبعض مصافي النفط الحديثة معالجة ما بين 800,000 إلى 900,000 برميل من النفط الخام يوميًا.
وفقًا لمجلة النفط والغاز، يوجد نحو 636 مصفاة نفط حول العالم في الخدمة في الواحد والثلاثين من ديسمبر عام (2014) بقدرة إنتاجية كُلية تُقدر بنحو 87,75 مليون برميل.
تُعتبر مصفاة غامناغار أكبر مصفاة للنفط في العالم مُنذ الخامس والعشرين من ديسمبر عام (2008) بسعة معالجية كلية تُقدر بنحو 1,24 برميل من النفط يوميًا. تقع هذه المصفاة في غوجيرات بالهند، وهي مملوكة لشركة ريلاينس أندستريال ليميتد.

## التاريخ
كان الصينيون من بين أوائل الحضارات التي تصفي النفط. في بدايات القرن الأول الميلادي صفّى الصينيون النفط الخام لاستخدامه كمصدر لإنتاج الطاقة. وفي عهد سلالة وي الشمالية الحاكمة ما بين عام 512 وعام 518 ميلاديًا، قدم السياسي الكاتب والجغرافي لي دوايوان نموذجًا لعملية تصفية وتكرير النفط للعديد من زيوت التشحيم في عمله الشهير «تعليق على المياه الكلاسيكية».
عادةً ما كان يُقطِر الكيميائيون العرب النفط الخام، مع تقديمهم وصفًا واضحًا لهذه العملية في العديد من الكُتيبات العربية أمثال الكيميائي مُحمد بن زكريا الرازي (وُلد عام 854 وتُوفي عام 925). كانت شوارع بغداد مرصوفة (أو مُعبدة) بالقطران المُشتق من البترول والذي يُمكن الوصول إليه عن طريق الحقول الطبيعية المنتشرة في المنطقة. في القرن التاسع الميلادي، استُغلت حقول النفط في المنطقة المحيطة بباكو الحديثة بأذربيجان، إذ وصف الجغرافي العربي أبوالحسن المسعودي هذه الحقول في كتاباته في القرن العاشر، كما وصفها ماركو بولو في القرن الثالث عشر وذكر إنتاجها الضخم الذي يكفي تحميل المئات من سفن الشحن. كما قطّر الكيميائيون العرب والفارسيون النفط الخام بغرض إنتاج مُشتقات مُلتهبة لاستخدامها في الأغراض العسكرية. عن طريق إسبانيا الإسلامية، دخلت عملية التقطير إلى أوروبا الغربية في القرن الثاني عشر.
في عهد سلالة سونغ الشمالية في الفترة ما بين عام (960) وعام (1127)، أُسست ورشات عمل أُطلق عليها «فيارس أويل ووركشوب» في مدينة كايفينغ لإنتاج مشتقات النفط من أجل المجهود الحربي لجيش سونغ من خلال استخدامها كأسلحة في الحرب، إذ تُعبأ القوات قُنينات حديدية بمشتقات النفط وتلقيها باتجاه القوات المعادية مُسببة نيران ضخمة. تحوّل استخدام مشتقات النفط في الحرب إلى سلاح أكثر فاعلية من خلال بناء مضغات وقاذفات اللهب. تُعتبر هذه الورشات من أقدم مصانع ومعامل تكرير النفط في العالم، كما عمل بها الألاف لإنتاج أسلحة صينية تعمل بمشتقات النفط.
في الفترة قبل القرن التاسع عشر، عُرف البترول واستُخدم في العديد من الأغراض في مصر، بابل، الصين، الفلبين، روما وأذربيجان. رغم هذا، يُقال إن التاريخ الحديث للصناعات البترولية بدأ عام (1846) عندما ابتكر أبرهام غيسنر (من مدينة نوفا سويتا بكندا) عملية جديدة لإنتاج الكيروسين من النفط. بعد ذلك بوقت قصير وفي عام (1854)، بدأ إيغانسي لوكازويسز في إنتاج الكيروسين من آبار نفط محفورة باليد بالقرب من مدينة كورسنو في بولندا.
بُنيت أول مصفاة نفط نظامية في العالم في بوليستي برومانيا عام (1856) مُستخدمة كميات النفط الوفيرة الموجودة في رومانيا.
حُفر أول بئر لاستخراج النفط في الولايات المتحدة الأمريكية عام (1858) من قِبل جيمس ميلر ويليام في أونتاريو بكندا. في الولايات المتحدة الأمريكية، بدأت الصناعات البترولية عام (1859) عندما اكتشف إدوين درانك بئرًا نفطيًا بالقرب من تيتوسفيل في بنسلفانيا. نمت الصناعات البترولية ببطء في القرن الثامن عشر وكانت تنتج الكيروسين بشكل أساسي من أجل إضاءة المصابيح الزيتية. وفي بدايات القرن العشرين، أدى اختراع محرك الاحتراق الداخلي واستخدامه في السيارات إلى خلق سوق ضخم للبنزين، مما أدّى إلى دَفعة كبيرة في نمو الصناعات البترولية. لم تدُم الاكتشافات النفطية المبكرة في بنسلفانيا طويلًا حتى فاقتها الطفرات النفطية الضخمة في أوكلاهوما، وتكساس وكاليفورنيا بالولايات المتحدة الأمريكية.
أسس ساموئيل كير أول منشأة أمريكية لتكرير النفط في بيتسبرغ عام (1853)، بينما أسس المخترع والصيدلي البولندي إيجناسي لوكازينفيستز مصفاة لتكرير النفط في جاسلو، التي كانت جزء من الإمبراطورية الهنغارية (الآن في بولاندا) عام (1854). افتُتحت أول مصفاة نفط كبيرة في بلوتسي برومانيا عام (1856)، لكن بعد أن استولت عليها ألمانيا النازية، قُصفت مصافي بلوتسي لتكرير النفط في عملية المد والجزر التي شنها الحلفاء أثناء الحملة الموجهة ضد النفط في الحرب العالمية الثانية لحرمان ألمانيا من الإمدادات البترولية. هناك أماكن أخرى تتنافس على استضافة أقدم مصافي النفط في بالعالم مثل سالتزبرغن في سكسونيا السُفلى بألمانيا، إذ افتُتحت مصفاة سالتوبرغن عام (1860).
من ناحية أخرى، يُدّعى أن مصفاة النفط في راس تنورة بالمملكة العربية السعودية المملوكة لشركة أرامكو السعودية هي أكبر مصفاة للنفط في العالم. وعلى مدار القرن العشرين، كانت مصفاة عبادان في إيران أكبر مصفاة للنفط في العالم، لكنها دُمرت بالكامل خلال الحرب الإيرانية العراقية. منذ الخامس والعشرين من ديسمبر عام (2008)، يُعتبر مُجمع جامنجار أكبر مجمع لتكرير النفط في العالم، ويتكون من مصفاتين لتكرير النفط تُديرهما شركة رليانس إنداستريس ليميتيد في جامنجار بالهند بقدرة إنتاجية تبلغ 1,240,000 برميل يوميًا.
في فترة ما قبل الحرب العالمية الثانية في بداية الأربيعينيات من القرن الماضي، كانت معظم مصافي النفط في الولايات المتحدة الأمريكية تتكون من وحدات تقطير بسيطة للنفط الخام، إذ كانت تحتوي بعض مصافي النفط على وحدات تقطير فراغية بالإضافة إلى وحدات تقطير بالتكسير الحراري مثل وحدات تكسير اللزوجة (وحدات موجودة ضمن مصافي النفط تعمل على تقليل لزوجة الزيت الخام). تطورت كل عمليات التصفية والتقطير الأخرى أثناء الحرب أو في السنوات القليلة التي تلتها. أُتيحت مصافي النفط للأغراض التجارية بعد انتهاء الحرب العالمية الثانية بخمس سنوات، إذ شهدت الصناعات البترولية طفرة كبيرة في كل أنحاء العالم. كانت القوة المحركة لهذه الطفرة الكبيرة هي التقدم التكنولوجي والزيادة في عدد وحجم مصافي النفط، والطلب المتزايد على بنزين السيارات ووقود الطائرات.
في الولايات المتحدة الأمريكية، توقف تشييد مصافي نفطية جديدة في ثمانينيات القرن الماضي للعديد من الأسباب الاقتصادية والسياسية المُعقدة. ومع ذلك، جددت الكثير من المصافي النفطية في الولايات المتحدة وحداتها أو أضافت وحدات جديدة لزيادة السعة الإنتاجية لمشتقات البترول المعالَجة، زيادة نسبة الأوكتان في منتجات البنزين، وتقليل نسبة الكبريت في وقود الديزل ووقود التدفئة في المنازل للامتثال للقوانين والتعليمات البيئية المُوصية بخفض التلوث الجوي والمائي.
بلغت قيمة حجم سوق تكرير النفط عام (2017) أكثر من 6 تريليون دولار أمريكي، ومن المتوقع أن يشهد سوق النفط استهلاك نحو 100 مليون برميل من النفط يوميًا بحلول عام (2024). يُتوقع أيضًا أن يشهد سوق النفط مزيدًا من النمو خلال السنوات القادمة بسبب التحول الصناعي والاقتصادي الكبير. كما أن تغيير التركيبة السكانية وزيادة عدد السكان وتحسين مستويات المعيشة في البلاد النامية تُعتبر من العوامل الهامة المؤثرة على المشهد الصناعي.